# 气象雷达

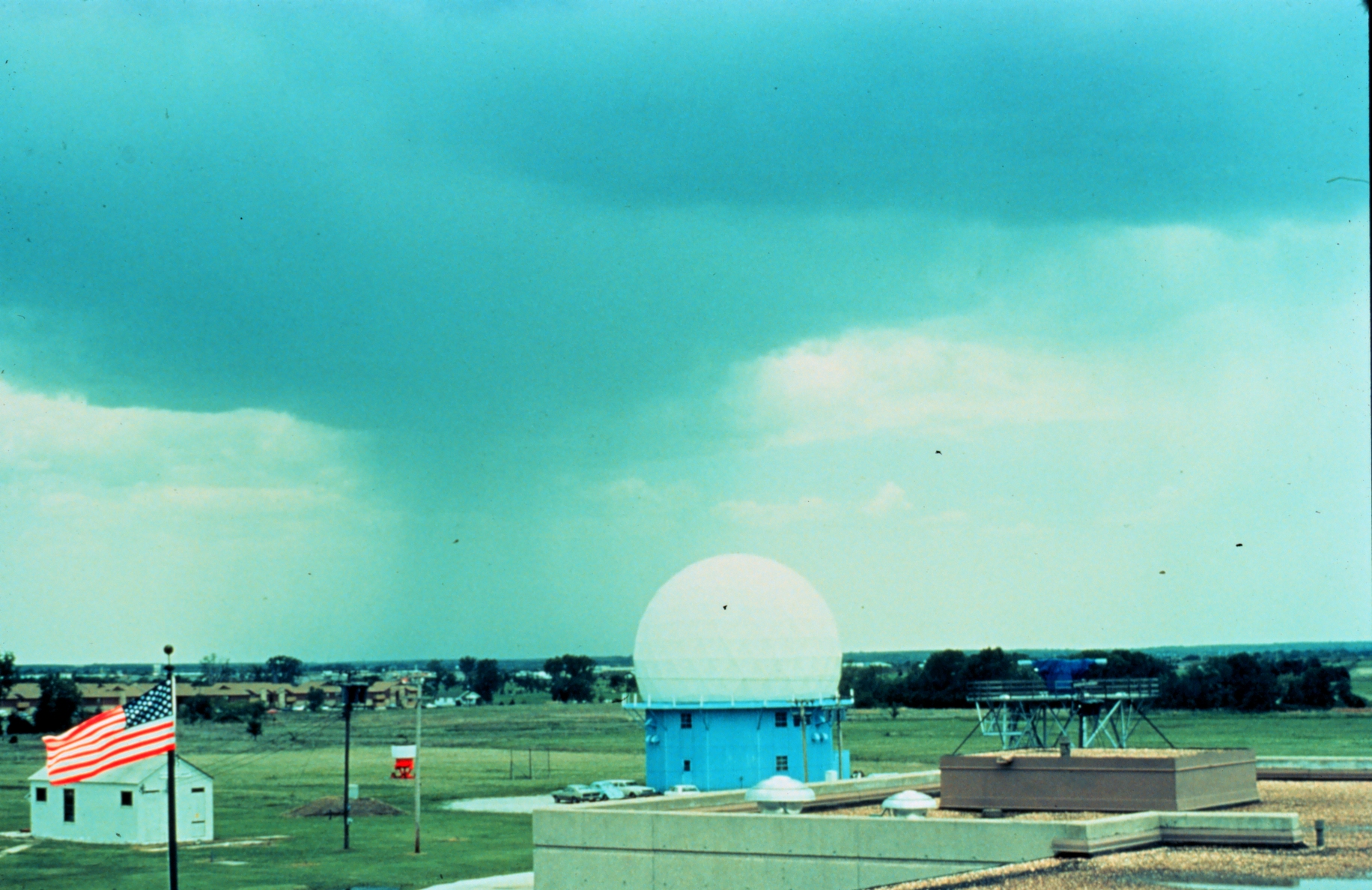
美国俄克拉荷马州的一座气象雷达，其后为降水雨幡。

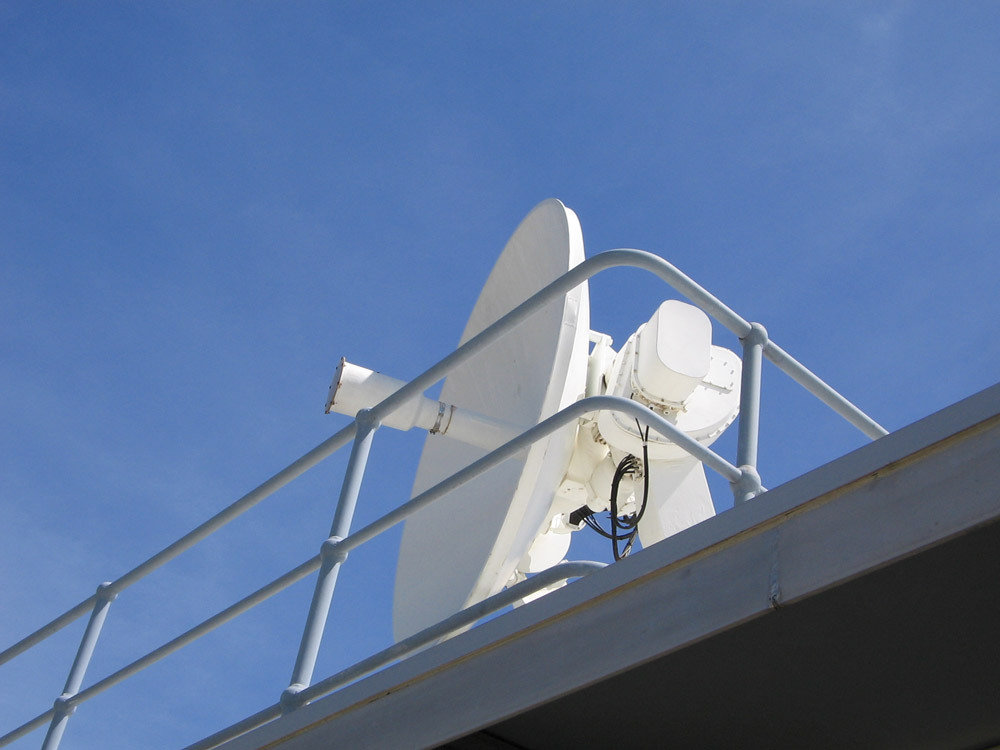
WF44雷达

气象雷达，或称气象监视雷达（WSR），是用来探测大气中的降水类型（雨、雪、冰雹等）、分布、移动和演变，并可对其未来分布和强度作出预测的一种雷达设备。
现代气象雷达大部分属于脉冲多普勒雷达，可以监测降水的分布及强度。这些数据可以用来分析风暴的结构以及其能否在未来造成恶劣天气。

## 历史

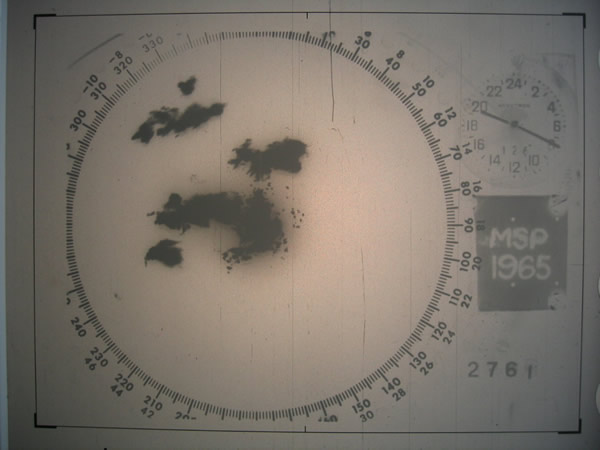
20世纪60年代利用雷达技术探测到发生在美国双子城的龙卷风及形成它的超级单体风暴

第二次世界大战期间，军事雷达操作员就注意到了因雨、雪、冻雨等天气因素接收到的回波噪声。战后，原本的军事科学家得以继续研究如何利用那些回波。前美国空军、后任职于麻省理工学院的大衛阿特拉斯，开发了第一个实用气象雷达。在加拿大，馬修和道格拉斯于蒙特利尔成立了“风暴天气小组”。馬修和他的博士生沃特帕瑪（Walter Palmer）专精于研究中纬地区降水滴谱，并由此发现了降水速率和雷达反射率之间的关系。英国则继续进行雷达回波模式和气象要素如层云降水和对流云之间关系的研究，并试验了1~10cm范围内的不同波段效果。
1953年，从事伊利诺伊州水资源调查工作的电气工程师唐納史戴格，第一次利用雷达记录到与龙卷风相关的钩状回波。
1950到1980年间，用于定位天气系统及探测降水强度的反射雷达气象服务在世界范围内建立起来。早期的气象学者通过阴极射线管来获取信息，到了20世纪70年代，雷达观测开始标准化并组成观测网。第一个雷达回波成像设备誕生后，雷达发展到可以扫描降水系统的三维层面，使等高平面的景象和垂直的状况均能够得以展现。加拿大的阿尔伯塔省冰雹计划和美国的国家强风暴实验室因此得以研究雷暴结构。
美国国家强风暴实验室始建于1964年， 起初研究双偏振信号和多普勒效应在气象雷达上的应用。1973年5月，一个龙卷风袭击了西部的尤宁城。该实验室的10cm波段多普勒气象雷达第一次记录下了龙卷风整个生命周期。 这一成果发现了龙卷风发生前高空云的中尺度涡旋：龙卷风涡旋， 这使得国家气象局认识到多普勒天气雷达是极好的龙卷风预报设备。而1974年4月3、4日龙卷风的超级爆发造成的毁灭性破坏使多普勒雷达的研究得到了更多的资金支持。
1980至2000年，气象雷达网在北美洲、欧洲、日本等发达国家普遍建立，可探测大气中微粒移动速度的多普勒雷达也替代了只能探测天气系统位置和强度的传统雷达。美国于1988年正式进行10cm波段气象雷达的布网建设，称为下一代气象雷达或WSR-88D。1985年，加拿大建立了配备了5cm波段的多普勒气象雷达的金城雷达站， 1993年，麦吉尔大学的馬修雷达观测站也采用了多普勒雷达。完整的加拿大多普勒气象雷达网在1998到2004年间建成。法国和其它欧洲国家则直到90年代末二十一世纪初才逐步采用多普勒网络系统。期间，受惠于计算机技术的迅猛发展，科学家们已经可以利用计算机算法分析恶劣天气并由此开发了一系列的供给媒体公示或科学研究的气象产品。
2000年后，双偏振技术投入了实用，增加了关于有效降水类型（如雨和雪的对比）的信息获取。“双偏振”是指既能发射和接收水平偏振波又能发射和接收垂直偏振波的微波辐射。预计美国、法国和加拿大等国家将在近十年大规模发展该技术。
2003年起，美国国家海洋和大气管理局（NOAA）就开始着手用代替传统的抛物形天线，以便在大气探测中获得更高的时间分辨率。这对获取预测强雷暴发展过程的实时数据尤为重要。
同年，美国国家科学基金会（NSF）成立了合作自适应遥感大气工程技术研究中心，这是一个跨学科、涉及多所大学的工程师、计算机科学家、气象学者和社会学家参与合作的机构，他们利用成本低廉、扫描迅速的双偏振相控阵雷达，获取较少为人探索的对流层低层资料，进行相关基础研究、新技术开发并部署样机，以加强现有的雷达系统。

## 工作原理

### 发射雷达脉冲

从雷达站发射出的一束雷达波随着与发射点距离的增加穿过的空间体积也增大。

气象雷达通过空腔磁控管或调速管连接导波管，再连接一个抛物面天线而定向地向空间发射微波脉冲。气象雷达所发射微波波长在1-10cm范围，大致是雨滴或冰晶直径的10倍左右，在该频率下，瑞利散射效应最为强烈。这样可以确保雷达波的一部分能量能够从微粒表面反射回雷达站所在方向。
若雷达发射更短波长的脉冲，则可以用来检测更加微小的云滴，不过信号的衰减也更为强烈。因此10cm波段的气象雷达被广泛使用，但其成本也远高于5cm波段的雷达系统；3cm波段雷达仅使用于超短距离范围内的监控；而1cm波段的雷达仅用于毛毛雨或雾等微粒天气现象的研究。
雷达波会以球面波的形式从雷达站向外传播。这会导致在相同时间内，雷达波所穿过的空间体积会随着距雷达站距离的增大而增大，因此雷达的角坐标分辨率也随之下降。当雷达波射程达到150-200km探测范围时，单脉冲所扫描到的大气体积可能会接近1km3，称为脉冲体积。
在任意时刻任意空间位置一列给定的雷达波所占据的体积可由下式大致给出：
{\displaystyle \,{v=hr^{2}\theta ^{2}}}
该公式假定雷达波是球面均匀发射的，“r”远大于“h”以确保其在该列波起止点能够大致相等，而所截得的几何体为一个高为h的台体。其中，v代表该列波所占据的体积，h是指脉冲长度，r指从雷达站到该列波所传播到的空间位置的距离，{\displaystyle \,\theta } 是弧度制下的波束宽度。

### 确定高度

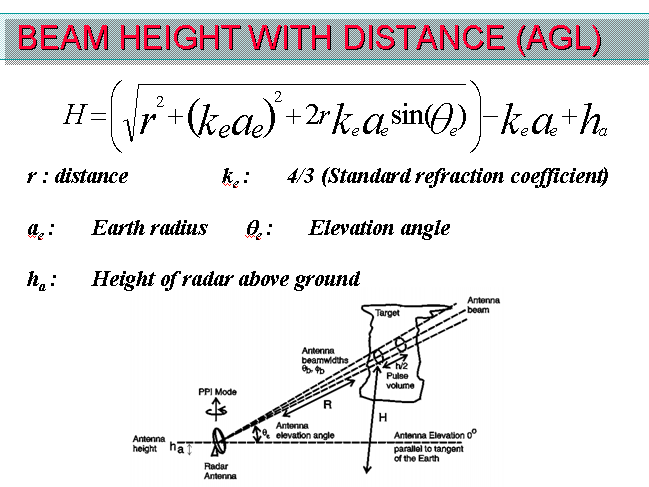
测定高度回波示意图

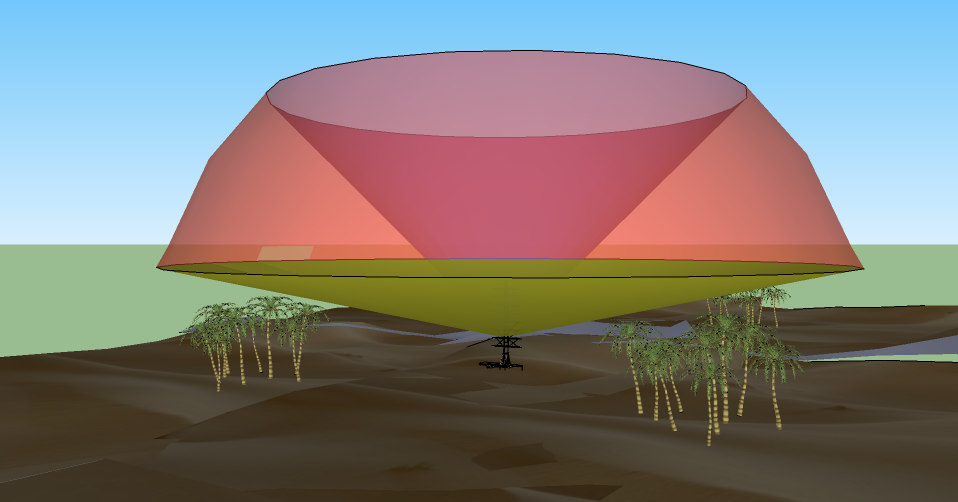
雷达多高度角扫描后所能探测的大气体积

如果假定地球是一个球体，通过大气折射率和雷达站与天气系统间的水平距离，我们就可以计算天气系统的距地高度。左图显示了计算结果决定于天线仰角以及其他一些因素。
雷达系统会根据需要扫描一系列的特定角度。每一次扫描过后，天线都会为下一次探测进行高度调整。雷达站会重复这种方式来扫描不同角度，以探测到其周围尽可能大体积的空气。通常情况下，探测方圆250km、纵深15千米范围内的大气需要5到10分钟的时间。比如加拿大的5cm波段气象雷达的扫描角范围设定为0.3至25度。右图示意了雷达站在一次多高度角扫描后所能探测到的大气体积。
由于大气折射率随高度的变化以及地表曲率的存在，雷达不能够探测到最低测量角以下（图中绿色范围）的以及雷达附近超出最大测量角（图中红色范围）的大气。

### 标定强度
由于探测范围内的目标并不唯一，基本雷达方程必须做以下变形：
{\displaystyle P_{r}=\left[P_{t}{{G^{2}\lambda ^{2}\sigma _{0}} \over {{(4\pi )}^{3}R^{4}}}\right]\propto {\frac {\sigma _{0}}{R^{4}}}}
其中 {\displaystyle \,P_{r}} 代表接收功率； {\displaystyle \,P_{t}} 代表发射功率；{\displaystyle \,G_{t}} 代表天线增益；{\displaystyle \,\lambda } 代表雷达波波长；{\displaystyle \,\sigma } 是目标的雷达有效截面积；{\displaystyle \,R} 指雷达站与目标间的距离。
在这种情况下，我们必须把所有目标单体（降水微粒）的雷达有效截面积相加：
{\displaystyle \sigma _{0}={\bar {\sigma }}_{0}=V\sum \sigma _{0j}=V\eta }
{\displaystyle {\begin{cases}V\quad =scanned\ volume\\\qquad =pulse\ length\ \ X\ beam\ width\\\qquad =\left[{\frac {c\tau }{2}}\right]\left[{\frac {\pi R^{2}\theta ^{2}}{4}}\right]\end{cases}}}
这里{\displaystyle \,c} 代表光速； {\displaystyle \,\tau } 代表脉冲周期； {\displaystyle \,\theta } 是弧度制下的脉冲宽度。
联立前两式，得：
{\displaystyle P_{r}=\left[P_{t}{{G^{2}\lambda ^{2}} \over {{(4\pi )}^{3}R^{4}}}\right]\left[{\frac {c\tau }{2}}\right]\left[{\frac {\pi R^{2}\theta ^{2}}{4}}\right]\eta =\left[P_{t}\tau G^{2}\lambda ^{2}\theta ^{2}\right]\left[{\frac {c}{512(\pi ^{2})}}\right]{\frac {\eta }{R^{2}}}}
由上式可得：
{\displaystyle P_{r}\propto {\frac {\eta }{R^{2}}}}
我们可以注意到回波强度和{\displaystyle \,R^{2}}成反比而非与{\displaystyle \,R^{4}}成反比，为了能够比较不同距离上的回波数据，我们必须利用这个比率进行换算。

## 非氣象回波

### 槽化現象
指的是當低層大氣存在逆溫(Inversion) 現象，或者剛下過雨使得近地面的空氣相當潮濕的狀態下，空氣的折射率將隨高度上升而迅速減小，進一步使雷達電磁波在大氣中傳遞的過程向折射率大的一方偏移，這種電磁波偏移的過程又稱為超折射(Super refraction)現象。當偏移的狀況過於極端，造成雷達波下彎照射到海面或陸地，來自地表的反射能量被雷達接收到，使雷達螢幕上因此出現大範圍弱回波區，這種回波屬於非氣象回波，該處實際並無降雨發生。

### 相關文章
- 雷達
- 氣象站

## 引用文献
1. ↑  Wragg, David W.  first. Osprey. 1973: 278. ISBN 9780850451634.
2. ↑  David Atlas, "Radar in Meteorology", published by American Meteorological Society
3. ↑  . McGill University. (2000)  [2006-05-21]. （原始内容存档于2011-07-06）.
4. ↑  . Colorado State University. (2008)  [2008-01-30]. （原始内容存档于2008-08-20）.
5. 1 2 3  Susan Cobb. . NOAA Magazine. NOAA. October 29, 2004  [2009-03-07]. （原始内容存档于2013年2月15日）.
6. ↑  Crozier, C.L.; P.I. Joe, J.W. Scott, H.N. Herscovitch and T.R. Nichols.  (PDF). Canadian Meteorological and Oceanographic Society. 1990  [2006-05-24]. （原始内容 (PDF)存档于2006-10-02）.
7. ↑  . The National Radar Program. Environment Canada. 2002  [2006-06-14]. （原始内容存档于2004-06-29）.
8. ↑  Parent du Châtelet, Jacques; et al.  (PDF). Météo-France. 32nd Radar Conference of the AMS, Albuquerque, NM. 2005  [2006-06-24]. （原始内容存档 (PDF)于2011-06-09）.
9. 1 2 3 4  Doviak, R. J.; D. S. Zrnic.  Second. San Diego California: Academic Press. 1993. ISBN 012221420X.
10. ↑  （英文）. Glossary of Meteorology. American Meteorological Society. 2009  [2009-09-27]. （原始内容存档于2011-08-06）.
11. ↑  Airbus.  (PDF). SKYbrary: 2. 2007-03-14  [2009-11-19]. （原始内容 (PDF)存档于2011-05-31）.
12. ↑  Skolnik, Merrill I. .  3. McGraw-Hill. January 22, 2008  [2009-09-27]. ISBN 9780071485470.
13. ↑  Skolnik, Merrill I. .  3. McGraw-Hill. January 22, 2008  [2009-09-27]. ISBN 9780071485470.
14. ↑   (PDF).   [2021-05-01]. （原始内容存档 (PDF)于2021-11-03）.

### 人物生平
- David Atlas, Radar in Meteorology: Battan Memorial and 40th Anniversary Radar Meteorology Conference, published by American Meteorological Society, Boston, 1990, 806 pages, ISBN 0-933876-86-6, AMS Code RADMET.

- Yves Blanchard, Le radar, 1904–2004: histoire d'un siècle d'innovations techniques et opérationnelles , published by Ellipses, Paris, France,  2004 ISBN 2-7298-1802-2

- R. J. Doviak and D. S. Zrnic, Doppler Radar and Weather Observations, Academic Press. Seconde Edition, San Diego Cal., 1993 p. 562.

- Gunn K. L. S., and T. W. R. East, 1954: The microwave properties of precipitation particles. Quart. J. Royal Meteorological Society, 80, pp. 522–545.

- M K Yau and R.R. Rogers, Short Course in Cloud Physics, Third Edition, published by Butterworth-Heinemann, January 1, 1989, 304 pages. EAN 9780750632157 ISBN 0-7506-3215-1

- Roger M. Wakimoto and Ramesh Srivastava, Radar and Atmospheric Science: A Collection of Essays in Honor of David Atlas, publié par l'American Meteorological Society, Boston, August 2003. Series: Meteorological Monograph, Volume 30, number 52, 270 pages, ISBN 1-878220-57-8; AMS Code MM52.

- V. N. Bringi and V. Chandrasekar, Polarimetric Doppler Weather Radar, published by Cambridge University Press, New York, United States, 2001 ISBN 0-521-01955-9